# プリンツ21
株式会社 プリンツ21（ぷりんつにじゅういち）は、東京都新宿区にある企画、デザイン制作会社。商品デザイン、パッケージデザイン、ゲームグラフィックデザイン、広告デザイン、キャラクターデザイン、ノベルティ制作、映像制作、撮影スタジオ運営業務を請け負う総合制作会社。

## 事業内容
- デザイン事業
- ノベルティ販売事業
- 撮影スタジオ事業
- メディア事業
- 出版  など

## 事業拠点
- 本社

〒160-0001 東京都新宿区片町4丁目6 ANYビル6階
- 新宿撮影スタジオ

〒160-0001 東京都新宿区片町4丁目6 ANYビル5階
- 制作部

〒160-0001 東京都新宿区片町4丁目6 ANYビル3階